# Modèle de Babcock-Leighton
Le modèle de Babcock-Leighton, du nom de l'astronome américain Horace W. Babcock et du physicien américain Robert B. Leighton, est un modèle de dynamo solaire. Il décrit un processus physique permettant de générer le champ magnétique du Soleil, d'expliquer l'apparition de taches solaires et l'inversion périodique des pôles magnétiques.

Diagramme papillon montrant le patron d'émergence de taches solaire.

## Historique
La compréhension moderne des taches solaire provient de George Ellery Hale qui établit le lien entre champ magnétique et taches solaires. Hale suggéra que la durée du cycle solaire est de 22 ans et couvre deux inversions de polarité du champ dipolaire.
Horace W. Babcock proposa en 1961 une version qualitative de la dynamique solaire. Aux grandes échelles, le soleil est soumis à une oscillation du champ magnétique d'une période quasi-statique de 22 ans,. Cette inversion périodique du champ magnétique est due à l'échange d'énergie entre les composantes poloïdale et toroïdale du champ magnétique solaire.

## Description du modèle
Au maximum d'activité solaire, le champ dipolaire externe est près de son amplitude minimale, alors que champ toroïdal, généré par l'action de la rotation différentielle, est près de son maximum. Les mouvements convectifs à l'intérieur de la zone convective solaire transportent des boucles de champ magnétique vers la surface, faisant apparaître des taches solaires. Lorsqu'elle traverse la photosphère, la boucle de champ fait apparaître une région magnétique bipolaire. La force de Coriolis, qui agit sur la boucle montante, donne une inclinaison à la paire de taches que forme la région magnétique bipolaire. Cette inclinaison suit une distribution connue sous le nom de loi de Joy.
L'élément de la paire de taches se situant à basse latitude subit une cancellation diffusive , alors que l'élément de la paire situé plus loin de l'équateur est transporté vers les pôles par la circulation méridienne. Ce transport de flux magnétique alimente le champ magnétique aux pôles.
Durant la phase descendante du cycle solaire, les mécanismes d'émergence et de transport de taches solaires transfèrent de l'énergie du champ toroïdal vers le champ polaire externe et le nombre de taches solaire diminue. Au minimum d'activité solaire, le champ toroïdal est à son minimum et le champ dipolaire s'inverse en raison de l'accumulation de champ magnétique transporté par la circulation méridienne. L'étape suivante du cycle est la transformation du champ polaire en champ toroïdal sous l'action de la rotation différentielle et la réapparition de taches solaire.